# Fläskkvartetten Featuring Freddie Wadling Med Västerås Symfoni 1:A
Fläskkvartetten Featuring Freddie Wadling Med Västerås Symfoni 1:A är ett musikalbum av Fläskkvartetten som släpptes 17 november 1992. Dag Lundquist producerade albumet, som spelades in i Västerås Konsertsal 9-10 maj 1992, tillsammans med Västerås Sinfonietta.

## Låtlista[1]
1. Dancing madly backwards - 6:09
2. Matter doesn't matter - 2:16
3. Blues för orkester - 7:16
4. Andra satsen - 2:58
5. Off punk - 2:20
6. Cold turkey - 5:28 (Lennon)
7. Over the Rainbow - 3:55 (Harburg, Arlen)
8. Grus - 2:20

## Medverkande
- Fläskkvartetten
  - Jonas Lindgren – violin
  - Örjan Högberg – viola
  - Mattias Helldén – cello
  - Sebastian Öberg – cello
- Freddie Wadling - Sång på 1,2,6,7
- Johan Söderberg  - Slagverk
- Staffan Larsson - Dirigent